# Quimistán (kommun)
Quimistán är en kommun i Honduras.   Den ligger i departementet Departamento de Santa Bárbara, i den västra delen av landet, 190 km nordväst om huvudstaden Tegucigalpa. Antalet invånare är 29 761.